# Juan Arias de Saavedra
Juan Arias de Saavedra «el Famoso» (c. 1400-1458) fue un noble, militar y funcionario castellano de la Casa de Saavedra, primer señor de El Viso y Castellar. Ejerció los cargos de alfaqueque mayor de Castilla, alcalde mayor de Sevilla, corregidor de Jerez de la Frontera, entre otros. En ocasiones confundido con su nieto homónimo, primer titular del condado de Castellar. 

## Origen
Se desconoce el lugar exacto de su nacimiento, siendo hijo de Fernán Arias de Saavedra «el Bueno»,alcaide del Castillo de Cañete y frontero de las guerras de Granada, y de Leonor Martel de Peraza, hermana de Hernán Peraza Martel «el Viejo», intitulado rey de las Islas Canarias. Su hermano mayor, homónimo de su padre, falleció sin descendencia luchando contra los moros en Setenil quedando Juan como sucesor de su padre. Su único hermano sobreviviente fue el célebre mariscal de Castilla Gonzalo Arias de Saavedra, I señor de Zahara, y consejero de Enrique IV, quien le acompañó en la conquista de Castellar y ejerció el liderazgo de su casa durante la minoría de edad de su hijo Fernando.
Su nacimiento como miembro de la Casa de Saavedra, determinó su participación en las guerras granadinas, en las que su padre, abuelo y bisabuelo ejercieron un importante rol de liderazgo militar.Además fue pariente, por parte de madre, del condestable Álvaro de Luna a cuyo bando perteneció desde su juventud.

## Biografía
Juan Arias de Saavedra prosiguió la tradición fronteriza de su linaje durante la guerra granadina de 1430 a 1439. Fue nombrado alcaide de Jimena de la Frontera, plaza conquistada por los castellanos en 1431, y desde ella, en marzo de 1434, tomó el vecino Castellar, cuya alcaidía asumió igualmente.
En 1440 Juan II le cedió el lugar de El Viso del Alcor, pese a las protestas de Carmona, a cuya jurisdicción pertenecía. Pocos años después, en 1445, y dando cuenta de su privilegiada posición en la Corte, obtuvo el señorío de su conquista de Castellar. 
Estos incrementos responden a su firme militancia en el partido de su pariente lejano Álvaro de Luna, que en esos años gozaba de la privanza regia, y contra los infantes de Aragón y la coalición nobiliaria, que en 1444 fracasaron en su intento de dominar Andalucía. Recompensas y pruebas de la confianza del rey y de Álvaro de Luna en su persona fueron la obtención en 1439 de la alfaquequería mayor de Castilla, cargo eminentemente fronterizo, y de la alcaldía mayor de Sevilla en 1441, a lo que sumó en 1445 una alcaldía de la tierra de Sevilla y, desde 1447, el corregimiento de Jerez. La suma de todo ello le confería un gran poder que le permitió firmar confederaciones de paz y amistad con los grandes magnates andaluces del momento.
Un célebre romance lo redujo al cautiverio y a la necesidad del socorro público: en marzo de 1448 su hueste fue aniquilada por los moros junto al río Verde, en las cercanías de Marbella. Saavedra hubo de dejar como rehenes a dos de sus hijas y recurrir a la ayuda del rey y del concejo sevillano. El descalabro no le impidió mantener el corregimiento jerezano hasta 1451 y, desde ese año, la alcaidía del castillo de Alcalá de Guadaira, una de las llaves de Sevilla, que ejerció hasta su muerte.
También colaboró en las campañas granadinas de Enrique IV, haciendo posible la recuperación de Jimena, perdida en 1451, y organizando desde Castellar varias entradas en tierra de moros.

## Fundación de mayorazgo y muerte
Posteriormente había fundado mayorazgo con El Viso del Alcor y con las casas principales que habitaba en la collación de San Martín, en Sevilla, en su hijo Fernando. Murió en 1458 tras recibir la orden de demolición de la fortaleza de Estepona, que no alcanzó a ejecutar.

## Matrimonio y descendencia
Contrajo matrimonio con Juana de Avellaneda, hija de Juan Álvarez de Avellaneda, señor de Castrillo y alférez mayor de Juan II, y Constanza Fajardo y Quesada, con quien procreó siete hijos:
- Juan Arias de Saavedra, II señor de El Viso. Premurió a su padre sin descendencia.[5]

- Fernando Arias de Saavedra (1440-1496), III señor de El Viso y II señor del Castellar, alfaqueque mayor de Castilla. Casó con Constanza Ponce de León (media-hermana del I duque de Cádiz), hija natural de Juan Ponce de León, I marqués de Cádiz, y de Catalina González de Oviedo. Fueron padres de tres hijos, siendo el mayor Juan Arias de Saavedra, I conde de Castellar. Contrajo segundas nupcias con Juan Ortiz de Guzmán (sin descendencia), y terceras con Leonor de Esquivel (con quien tuvo otros dos hijos).[5]

- Juana Arias de Avellaneda (1435). Casó con Diego de Cervantes y Álvarez de Toledo, comendador de la Orden de Santiago.[10] Fueron padres de Diego de Cervantes Saavedra (padre del comendador Leonel de Cervantes),[11] y de Gonzalo de Cervantes Saavedra (progenitor de la Casa de Cervantes en la Nueva España).[12]

- Leonor Arias de Saavedra.[11]

- Catalina Arias de Saavedra.[11]

- María Arias Saavedra.[6]

- Otra hija cuyo nombre se desconoce casada con el «caballero Ordiales, que murió en la batalla de Valdecartama». Sin descendencia.[11]

## Ancestros
|  |                                                                                  |  |  |  |  |  |  |  |  |  |  |  |  |  |  |  |
|  | 16. Alfonso Fernández de Saavedra, ricohombre, adelantado mayor de Murcia        |  |  |  |  |  |  |  |  |  |  |  |  |  |  |  |
|  |                                                                                  |  |  |  |  |  |  |  |  |  |  |  |  |  |  |  |
|  |                                                                                  |  |  |  |  |  |  |  |  |  |  |  |  |  |  |  |
|  | 8. Juan García de Saavedra, ricohombre, caballero de la Orden de la Banda        |  |  |  |  |  |  |  |  |  |  |  |  |  |  |  |
|  |                                                                                  |  |  |  |  |  |  |  |  |  |  |  |  |  |  |  |
|  |                                                                                  |  |  |  |  |  |  |  |  |  |  |  |  |  |  |  |
|  | 17. Juana Manrique de Lara                                                       |  |  |  |  |  |  |  |  |  |  |  |  |  |  |  |
|  |                                                                                  |  |  |  |  |  |  |  |  |  |  |  |  |  |  |  |
|  |                                                                                  |  |  |  |  |  |  |  |  |  |  |  |  |  |  |  |
|  | 4. Fernán Yáñez de Saavedra, doncel de Pedro I                                   |  |  |  |  |  |  |  |  |  |  |  |  |  |  |  |
|  |                                                                                  |  |  |  |  |  |  |  |  |  |  |  |  |  |  |  |
|  |                                                                                  |  |  |  |  |  |  |  |  |  |  |  |  |  |  |  |
|  | 18. Lope Fernández Pacheco, señor de Ferreira de Aves                            |  |  |  |  |  |  |  |  |  |  |  |  |  |  |  |
|  |                                                                                  |  |  |  |  |  |  |  |  |  |  |  |  |  |  |  |
|  |                                                                                  |  |  |  |  |  |  |  |  |  |  |  |  |  |  |  |
|  | 9. María López de Pacheco y Villalobos                                           |  |  |  |  |  |  |  |  |  |  |  |  |  |  |  |
|  |                                                                                  |  |  |  |  |  |  |  |  |  |  |  |  |  |  |  |
|  |                                                                                  |  |  |  |  |  |  |  |  |  |  |  |  |  |  |  |
|  | 19. María Rodríguez de Villalobos                                                |  |  |  |  |  |  |  |  |  |  |  |  |  |  |  |
|  |                                                                                  |  |  |  |  |  |  |  |  |  |  |  |  |  |  |  |
|  |                                                                                  |  |  |  |  |  |  |  |  |  |  |  |  |  |  |  |
|  | 2. Fernán Arias de Saavedra "el Bueno", alcaide de Cañete                        |  |  |  |  |  |  |  |  |  |  |  |  |  |  |  |
|  |                                                                                  |  |  |  |  |  |  |  |  |  |  |  |  |  |  |  |
|  |                                                                                  |  |  |  |  |  |  |  |  |  |  |  |  |  |  |  |
|  | 20. Ruiz Pérez de Castro, señor del Castillo de Alcalat                          |  |  |  |  |  |  |  |  |  |  |  |  |  |  |  |
|  |                                                                                  |  |  |  |  |  |  |  |  |  |  |  |  |  |  |  |
|  |                                                                                  |  |  |  |  |  |  |  |  |  |  |  |  |  |  |  |
|  | 10. Payo Arias de Castro, I señor de Espejo                                      |  |  |  |  |  |  |  |  |  |  |  |  |  |  |  |
|  |                                                                                  |  |  |  |  |  |  |  |  |  |  |  |  |  |  |  |
|  |                                                                                  |  |  |  |  |  |  |  |  |  |  |  |  |  |  |  |
|  | 21. María Teresa Páez de Sotomayor                                               |  |  |  |  |  |  |  |  |  |  |  |  |  |  |  |
|  |                                                                                  |  |  |  |  |  |  |  |  |  |  |  |  |  |  |  |
|  |                                                                                  |  |  |  |  |  |  |  |  |  |  |  |  |  |  |  |
|  | 5. Violante Pérez de Castro                                                      |  |  |  |  |  |  |  |  |  |  |  |  |  |  |  |
|  |                                                                                  |  |  |  |  |  |  |  |  |  |  |  |  |  |  |  |
|  |                                                                                  |  |  |  |  |  |  |  |  |  |  |  |  |  |  |  |
|  | 22. Tello García de Meneses, alguacil mayor de Toledo                            |  |  |  |  |  |  |  |  |  |  |  |  |  |  |  |
|  |                                                                                  |  |  |  |  |  |  |  |  |  |  |  |  |  |  |  |
|  |                                                                                  |  |  |  |  |  |  |  |  |  |  |  |  |  |  |  |
|  | 11. Urraca Téllez de Meneses                                                     |  |  |  |  |  |  |  |  |  |  |  |  |  |  |  |
|  |                                                                                  |  |  |  |  |  |  |  |  |  |  |  |  |  |  |  |
|  |                                                                                  |  |  |  |  |  |  |  |  |  |  |  |  |  |  |  |
|  | 23. María Gómez de Toledo                                                        |  |  |  |  |  |  |  |  |  |  |  |  |  |  |  |
|  |                                                                                  |  |  |  |  |  |  |  |  |  |  |  |  |  |  |  |
|  |                                                                                  |  |  |  |  |  |  |  |  |  |  |  |  |  |  |  |
|  | 1. Juan Arias de Saavedra                                                        |  |  |  |  |  |  |  |  |  |  |  |  |  |  |  |
|  |                                                                                  |  |  |  |  |  |  |  |  |  |  |  |  |  |  |  |
|  |                                                                                  |  |  |  |  |  |  |  |  |  |  |  |  |  |  |  |
|  | 24. Gonzalo Pérez Martel, señor de Almonaster                                    |  |  |  |  |  |  |  |  |  |  |  |  |  |  |  |
|  |                                                                                  |  |  |  |  |  |  |  |  |  |  |  |  |  |  |  |
|  |                                                                                  |  |  |  |  |  |  |  |  |  |  |  |  |  |  |  |
|  | 12. Alfonso Pérez Martel, señor de Almonaster                                    |  |  |  |  |  |  |  |  |  |  |  |  |  |  |  |
|  |                                                                                  |  |  |  |  |  |  |  |  |  |  |  |  |  |  |  |
|  |                                                                                  |  |  |  |  |  |  |  |  |  |  |  |  |  |  |  |
|  | 25. Inés de Guzmán                                                               |  |  |  |  |  |  |  |  |  |  |  |  |  |  |  |
|  |                                                                                  |  |  |  |  |  |  |  |  |  |  |  |  |  |  |  |
|  |                                                                                  |  |  |  |  |  |  |  |  |  |  |  |  |  |  |  |
|  | 6. Gonzalo Pérez Martel, señor de Almonaster                                     |  |  |  |  |  |  |  |  |  |  |  |  |  |  |  |
|  |                                                                                  |  |  |  |  |  |  |  |  |  |  |  |  |  |  |  |
|  |                                                                                  |  |  |  |  |  |  |  |  |  |  |  |  |  |  |  |
|  | 26. Juan Mathé de Luna, Almirante de Castilla                                    |  |  |  |  |  |  |  |  |  |  |  |  |  |  |  |
|  |                                                                                  |  |  |  |  |  |  |  |  |  |  |  |  |  |  |  |
|  |                                                                                  |  |  |  |  |  |  |  |  |  |  |  |  |  |  |  |
|  | 13. Estefanía Mathé de Luna                                                      |  |  |  |  |  |  |  |  |  |  |  |  |  |  |  |
|  |                                                                                  |  |  |  |  |  |  |  |  |  |  |  |  |  |  |  |
|  |                                                                                  |  |  |  |  |  |  |  |  |  |  |  |  |  |  |  |
|  | 27. Estefanía Rodríguez de Ceballos, señora de Villalba y el Vado de las Estacas |  |  |  |  |  |  |  |  |  |  |  |  |  |  |  |
|  |                                                                                  |  |  |  |  |  |  |  |  |  |  |  |  |  |  |  |
|  |                                                                                  |  |  |  |  |  |  |  |  |  |  |  |  |  |  |  |
|  | 3. Leonor Martel de Peraza                                                       |  |  |  |  |  |  |  |  |  |  |  |  |  |  |  |
|  |                                                                                  |  |  |  |  |  |  |  |  |  |  |  |  |  |  |  |
|  |                                                                                  |  |  |  |  |  |  |  |  |  |  |  |  |  |  |  |
|  | 14. Bartolomé Ruiz de Peraza, alcaide del castillo de Triana                     |  |  |  |  |  |  |  |  |  |  |  |  |  |  |  |
|  |                                                                                  |  |  |  |  |  |  |  |  |  |  |  |  |  |  |  |
|  |                                                                                  |  |  |  |  |  |  |  |  |  |  |  |  |  |  |  |
|  | 7. Leonor Ruiz de Peraza                                                         |  |  |  |  |  |  |  |  |  |  |  |  |  |  |  |
|  |                                                                                  |  |  |  |  |  |  |  |  |  |  |  |  |  |  |  |
|  |                                                                                  |  |  |  |  |  |  |  |  |  |  |  |  |  |  |  |